# スカイ・ハイ (ジグソーのアルバム)
ジグソーは1975年に英国スプラッシュレコード及び米国チェルシーレコードから本アルバムを発売した。先に発売されていシングル曲であるスカイ・ハイが全米ビルボード誌のシングルチャート第3位にランクインし、本アルバムも同誌の全米アルバムチャート第55位にランクインしている。

## 曲目
※特記無き楽曲はクライヴ・スコット、デズ・ダイヤー作
※演奏時間はジャケットに書かれていないため、CDの演奏時間による。
Side 1
1.スカイ・ハイ "Sky High" 2:55
2.待ちわびて "While You Wait" 2:27
3.愛の贈り物 "Lost And Found" 2:50
4.ストップ・ザ・ショウ "Stop The Show" 2:56
5.アイ・サンキュー "I Thank You" 3:01
6.悲しみの噂 "Tell Me Why" 3:39
Side 2
7.バック・アゲイン "Back Again" 4:06
8.コール・コレクト "Call Collect" 2:56
9.愛に揺れて "In Between The Loving" 3:13
10.ミスティック・ハーモニー "Mystic Harmony" 2:59
11.涙の願い "Baby Don't Do It" 3:07
12.はるかなる想い "One Step Too Far" 3:23
日本盤（VICP-63304）ボーナストラック
13.ヒア・ウィ・ゴー・アゲイン "Here We Go Again" 5:26
14.オンリー・ザ・ベスト・ウィル・ドゥ "Only The Best Will Do" 3:33
15.オンリー・ラブ（キャン・メンド・ア・ブロークン・ハート） "Only Love (Can Mend A Broken Heart)" 4:14
16. オンリー・ホエン・アイム・ロンリー（オルタネイティヴ・ヴァージョン） "Only When I'm Lonely (alternative version)" 3:28
17.エヴリタイム（オルタネイティヴ・ヴァージョン） "Everytime (alternative version)" 3:06
18.ユー・キャント・ダンス "You Can't Dance" (B.Yeomans - T.Ryan) 2:50
19.スウェイ "Sway" 3:15
20.シー・ノウズ "She Knows" 2:36
21.アイ・ウオント・ステイ・ウィズ・ユー "I Wanna Stay With You" (Gallagher - Lyle) 3:13
22.ワイルファイアー "Wildfire" 3:47
23.スターメイカー "Starmaker" (Roberts - Bayers Sager) 4:14

## パーソネル
- デス・ダイヤー:ドラムス、リード・ヴォーカル、パーカッション
- クライヴ・スコット:オルガン、ピアノ、ヴォーカル
- バリー・バーナード:ベース・ギター
- トニー・キャンベル:リード・ギター